# Cenk Başoğlu
Cenk Başoğlu (* 12. März 1976 in Miltenberg), auch Jenque Başoğlu oder nur Cenk, ist ein deutscher Sänger, Songwriter und Moderator.

## Werdegang
Für einen Auftritt als Schauspieler bei RTL in dem Fernsehfilm Donna’s Baby (1999) zog der Deutschtürke, der zuvor bereits mit eigenen Sketchen sowie Musik auf regionalen Bühnen stand, von Frankfurt nach Köln. Es folgten nun zunächst erfolglose Versuche Cenk als Musiker oder anderweitig im Fernsehen weiter Fuß zu fassen (u. a. Duo Fern, Castingshow „New Faces“, Arbeiten für Franken TV).
2002 hatte Cenk einen Cameo-Auftritt als Kellner im Videoclip zu Nessaja von Scooter.
2003 gelang Cenk dann ein erster musikalischer Erfolg, als Peter Sebastian Üsküdara Gideriken, eine alte türkische Folklorenummer, mit ihm als Dance-Version produzierte: Diese wurde als Maxi-Single bei Deutsche Austrophon veröffentlicht. Nun wirkte Cenk auch bei zwei Titeln von Sebastians 2003er deutschem Schlageralbum Konsequent als Duettpartner mit. Zu der Auskopplung „Arkadas“ wurde mit ihm ein Videoclip in der Türkei produziert.
Zu dieser Zeit fasste der Deutschtürke auch Fuß als Moderator, zunächst bei den türkischen Fernsehsendern Kanal D und Show TV, 2004 übernahm er dann die Moderation der auf ein jugendliches Publikum abzielenden täglichen Primetime-Show Mamboo! TV auf NBC Europe. Auch die Wochenend-Datingshow Mamboo! Quick Date auf dem Sender wurde in der Folge von ihm moderiert.
Mit Buram, Buram veröffentlichte Cenk 2004 ein erstes eigenes Musikalbum, auf dem er erstmals auch deutsch singt (Single-Auskopplung Leuchtender Stern).
Von 2004 bis Anfang 2006 moderierte Cenk die interaktive Quizsendung Sansmatik auf Kanal D. Direkt im Anschluss moderierte Cenk ein gleiches Format namens Call4Cash auf dem deutschen Sender Viva Plus bis Anfang 2007.
Im Frühling 2007 produzierte Cenk seine eigene Late-Night-Show Telemaniac auf dem ersten deutschtürkischen Berliner Regionalsender TD1. Nach vier Folgen wurde die Sendung auf Grund von Differenzen mit dem Sender eingestellt.
Im Mai 2007 bekam Cenk ein Engagement bei 9Live für die Moderation der türkischen Sendung 9Live Türkiye auf Kanal D. Auch in den deutschen Sendungen von 9Live wurde Cenk anfangs eingesetzt, wie z. B. in dem Format 9Live zu Hause.
Seit Juni 2007 moderierte Cenk auf Foxtürk die Sendung Fox la kazan und produziert seitdem auch seine eigene IP-TV Sendung, die Cenk Show. Hier spielt er fünf verschiedene Charaktere.
Im Juli 2007 erhielt Cenk eine Hauptrolle in der neuen Serie von Foxtürk namens Kücük Istanbul, die am 20. Oktober erstmals ausgestrahlt wird. Cenk spielte einen aus der Türkei geflüchteten anatolischen jungen Mann.
Seit August 2007 produziert und moderiert Cenk im Auftrag von Jamba die Werbesendung Jamba Music Show, die auf NRW TV und Jamba TV ausgestrahlt wird und seit Januar 2008 moderiert er die deutschtürkische Jugendradiosendung Cilgin beim Hörfunksender Funkhaus Europa.